# The Thoroughbred (film 1916 Barker)
The Thoroughbred è un film muto del 1916 diretto da Reginald Barker. Prodotto da Thomas H. Ince su una storia sceneggiata da C. Gardner Sullivan, aveva come interpreti Frank Keenan, Margaret Thompson, George Fisher.

## Trama
Thomas Hayden, ministro religioso del New England, si trasferisce in una nuova città dove conosce e si innamora di Betty, la figlia del maggiore Ainslee. Entra però in conflitto con le idee di Ainslee, proprietario di un cavallo da corsa, un purosangue di nome Miss Minta, perché il reverendo pensa che le corse di cavalli siano contro i desideri di dio e fa pressioni sul legislatore statale in modo da vietare lo sport. Ainslee, in seguito a un tracollo finanziario, vede come ultima sua ancora di salvezza il premio in denaro che potrebbe vincere Miss Minta e, con il denaro che gli ha prestato un amico, riesce a iscrivere la cavalla a una corsa che si svolge in un altro stato. Dopo la vittoria di Miss Minta, le divergenze tra Ainslee e il reverendo Hayden paiono appianarsi del tutto, anche grazie al reciproco affatto che ambedue nutrono nei riguardi di Betty.

## Produzione
Il film fu prodotto da Thomas H. Ince per la New York Motion Picture e la Kay-Bee Pictures.

## Distribuzione
Il copyright del film, richiesto dalla Triangle Film Corp., fu registrato il 20 agosto 1916 con il numero LP9058.

Distribuito dalla Triangle Distributing, il film uscì nelle sale statunitensi il 10 settembre 1916.
Copie complete della pellicola si trovano conservate negli archivi del Gosfilmofond di Mosca e della Filmoteka Narodowa di Varsavia.